# صادق علأكبر داداشوف
صادق علأكبر داداشوف ( 1905 م- 1946 م)، معماري أذربيجاني مرموق. أحد مؤسسي أكاديمية العلوم الوطنية الأذربيجانية (1945 م)، وعضو عامل بها. اختير عضوًا مراسلاً بأكاديمية العمارة بالاتحاد السوفيتي عام (1941 م).
حاصل على لقب «الجدارة في الفنون» عام ( 1940 م)، وعلى جائزة الدولة السوفيتية عام (1941 م)